# Scalpelloniscus binoculis
Scalpelloniscus binoculis är en kräftdjursart som först beskrevs av Menzies och George 1972.  Scalpelloniscus binoculis ingår i släktet Scalpelloniscus och familjen Hemioniscidae. Inga underarter finns listade i Catalogue of Life.